# Mark Henry
Mark Jerrold Henry (Silsbee, 12 de junho de 1971) é um ex-lutador de wrestling profissional estadunidense que atualmente trabalha para a WWE, como produtor. Além do wrestling, Henry participou dos Jogos Olímpicos de Verão de 1996, e venceu o Arnold Strongman Classic de 2002. Desde sua entrada na WWF/E em 1996, Henry ganhou uma vez o European Championship, e foi duas vezes campeão mundial, ganhando uma vez o ECW Championship e uma vez o World Heavyweight Championship.

## Carreira no levantamento de peso
No colégio, Henry foi três vezes campeão de agachamento em 832 lb (377 kg) e em outras categorias. Terry Todd, um professor, persuadiu Henry a treinar levantamento de peso olímpico. Henry quebrou quatro recordes nacionais juniores após oito meses. Em abril de 1991, ele ficou em quarto lugar na United States Nationals, e sexto no World Junior Weightlifting Championships dois meses depois. Em seu primeiro ano de competição profissional, Henry quebrou os três recordes juniores (abaixo de 20 anos) americanos duas vezes. Henry passou a ser chamado "World's Strongest Man" ("Homem Mais Forte do Mundo") após se qualificar para os Jogos Olímpicos de Verão de 1992, ficando em décimo lugar na competição. Nas Olimpíadas de 1992, Henry passou a treinar com o medalista  Dragomir Cioroslan. Nos Jogos Panamericanos de 1995, Henry ganhou uma medalha de ouro, uma de prata e uma de bronze, e, um ano depois, se tornou o campeão da América do Norte, Central e Caribe. Ele também participou dos Jogos de Verão de 1996, sendo capitão de seu time, mas se lesionou e terminou em décimo quarto lugar.

## Carreira no wrestling profissional

### World Wrestling Federation / Entertainment (1996—presente)

#### Início (1996—1997)
Henry fez sua primeira aparição na World Wrestling Federation (WWF) em 11 de março de 1996, no Monday Night Raw, onde atacou Jerry Lawler, que estava o ridicularizando durante uma entrevista. Após Henry competir nas Olimpíadas de Verão de 1996, a WWF o contratou por 10 anos. Treinado por Leo Burke, sua primeira rivalidade na WWF foi com Lawler. No SummerSlam, em agosto de 1996, Henry ajudou Jake Roberts, que estava sendo humilhado por Lawler. Sua primeira luta aconteceu no In Your House: Mind Games em 22 de setembro de 1996, derrotando Lawler. No Raw de 4 de novembro, Henry acompanhou Barry Windham em uma luta contra Goldust. Ele deveria se aliar a Windham, Marc Mero e Rocky Maivia contra Lawler, Goldust, Hunter Hearst Helmsley e Crush no Survivor Series, mas se lesionou e foi substituído por Lawler. No Superstars de 17 de novembro, Henry derrotou Hunter Hearst Helmsley, Crush e Goldust. Ele ficou fora dos ringues até novembro de 1997, retornando à televisão no mês seguinte. No fim do ano, ele derrotou Steve Lombardi e The Sultan.

#### Nation of Domination e Sexual Chocolate (1998—2000)
Henry se uniu ao grupo Nation of Domination com Farooq, The Rock, Kama Mustafa e D'Lo Brown em 12 de janeiro de 1998, se tornando um vilão. Após The Rock se tornar o líder do grupo, Henry passou a seguir Rock. Ele competiu no WrestleMania XIV em uma Battle Royal de duplas com Brown como seu parceiro, mas eles foram derrotados. Após o fim da Nation, ele começou uma curta rivalidade com The Rock, o derrotando no Judgment Day: In Your House com a ajuda de Brown, mais tarde tendo Ivory como valet. Durante o ano seguinte, Henry deu a si mesmo o apelido de "Sexual Chocolate", tendo segmentos controversos com Chyna e um travesti. Durante uma luta no SummerSlam, entre Brown e Jeff Jarrett pelo WWF Intercontinental e WWF European Championships (ambos de Brown), Henry traiu Brown e ajudou Jarrett a ganhar os títulos. Na noite seguinte, Jarrett deu o European Championship para Henry como pagamento pela ajuda. Henry perdeu o título para Brown no Unforgiven.
Após isso, Henry se tornou um mocinho, criando romances com as mulheres da WWF, de Chyna à Mae Young como parte do personagem "Sexual Chocolate" ("Chocolate Sexual"). Ele começou uma rivalidade com Viscera, que havia atacado Mae Young, grávida de Henry. Young acabaria dando a luz a uma mão. Henry também participou de diversos segmentos embaraçosos, tendo, por exemplo, ter que admitir ser um viciado em sexo.
Em 2000, Henry foi mandado para a Ohio Valley Wrestling (OVW) para melhorar seu condicionamento físico. Na OVW, Henry se aliou a Nick Dinsmore em um torneio pelo OVW Southern Tag Team Championship na metade de 2001. No mesmo ano, ele ganhou a competição Arnold Classic em Columbus, Ohio.

#### Mudança de divisões (2002—2004)
Henry retornou a WWF no mês seguinte, sendo mandado para o programa SmackDown!, onde passou a praticar testes de força enquanto outros lutadores faziam apostas. Durante esse tempo, ele competiu contra lutadores como Chris Jericho e Christian. Após ser usado esporadicamente na WWE (antiga WWF) durante 2002, ele passou a treinar levantamento de peso e lesionou o joelho, sendo mandado para a OVW para ser treinado.
Em agosto de 2003, Henry retornou à WWE como parte do plantel do Raw, como membro do "Thuggin' And Buggin' Enterprises," um grupo afroamericano liderado por Theodore Long. Durante esse tempo, Henry teve uma rivalidade com o Campeão Mundial dos Pesos-Pesados Goldberg quando o ex-campeão Triple H decidiu que queria Goldberg derrotado. Ele teve também uma curta rivalidade com Shawn Michaels, antes de começar uma com Booker T. Após derrotar Booker T duas vezes, uma das lutas sendo uma Street Fight e a outra uma luta de trios, ele foi derrotado por Booker no Armageddon em dezembro de 2003. Em fevereiro de 2004, Henry lesionou seu quadríceps na OVW, deixando a WWE por um ano para se tratar. Henry passou a ser utilizado como uma figura de relações públicas até 2005.

#### Rivalidade com Batista e Undertaker; "caminho da destruição" (2005—2006)

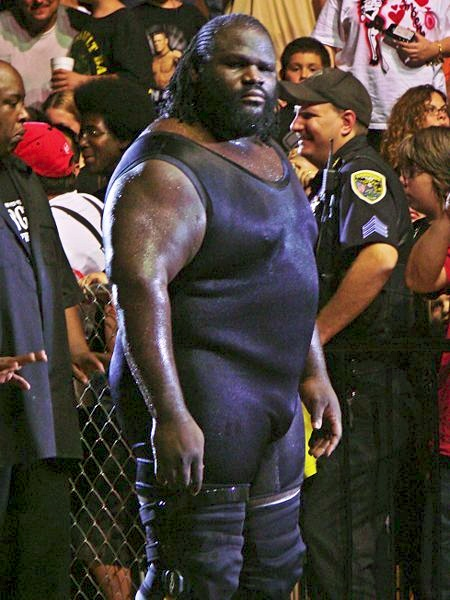
Henry em 2006.

Durante o SmackDown! de 30 de dezembro, Henry retornou, interferindo em uma luta pelo WWE Tag Team Championship, se aliando a MNM (Joey Mercury, Johnny Nitro e Melina), os ajudando a derrotar Rey Mysterio e Batista pelo título. No SmackDown! da semana seguinte, Henry confrontou o Campeão Mundial dos Pesos-Pesados, Batista, interferindo em uma luta Steel Cage entre MNM e Batista e Mysterio, novamente ajudando MNM. Em um evento não televisionado, Henry lesionou Batista durante uma luta, o forçando a deixar o título vago. Henry participou de uma Battle Royal pelo título no SmackDown! de 10 de janeiro de 2006, mas a luta foi vencida por Kurt Angle.
Uma semana depois, Henry recebeu ajuda de Daivari, que traiu Angle e se tornou manager de Henry. Com Daivari, Henry enfrentaria Kurt Angle pelo World Heavyweight Championship no Royal Rumble, sendo derrotado após Angle atacá-lo com uma cadeira
No SmackDown! de 10 de março, Henry foi desafiado por The Undertaker a enfrentá-lo em uma Casket match no WrestleMania 22. No evento, Henry foi derrotado. No SmackDown! de 7 de abril, Henry enfrentou Undertaker novamente. No entanto, Daivari anunciou seu novo cliente, The Great Khali, durante a luta, fazendo Khali atacar Undertaker.

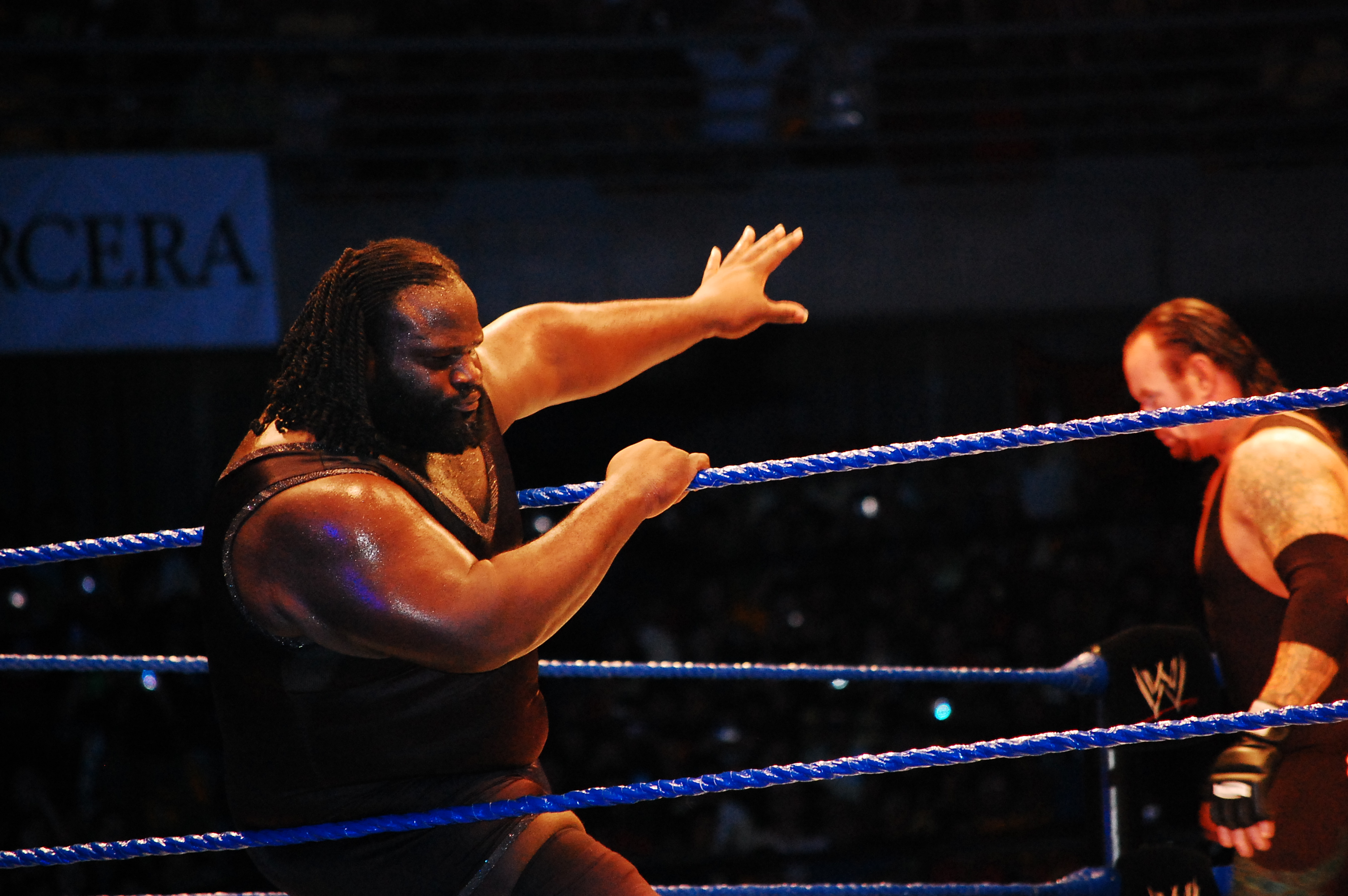
Henry enfrentando The Undertaker

Durante abril e maio, Henry derrotou o Campeão Mundial dos Pesos-Pesados Rey Mysterio em uma luta na qual o título não estava sendo disputado. Henry participaria do torneio King of the Ring, tendo sido derrotado por Bobby Lashley na primeira rodada. Ele voltou a atacar Angle durante uma luta contra Mysterio, marcando uma luta entre ele e Angle no Judgment Day. No Judgment Day, Henry derrotou Angle por contagem. Após a luta, Angle atacou Henry.
Henry passou a ser referido como "caminho da destruição" ("path of destruction", em inglês), tendo lesionado diversos lutadores, como Chris Benoit e Paul Burchill, tendo também atacado Rey Mysterio e Chavo Guerrero. Ele começou uma rivalidade com o recuperado Batista, tendo que enfrentá-lo no The Great American Bash em 2006. Semanas antes, no Saturday Night's Main Event, Henry participou de uma luta com King Booker e Finlay contra Batista, Rey Mysterio e Bobby Lashley. Durante a luta, Henry se lesionou, cancelando a luta contra Batista.

#### Retorno da lesão e várias rivalidades (2007—2008)

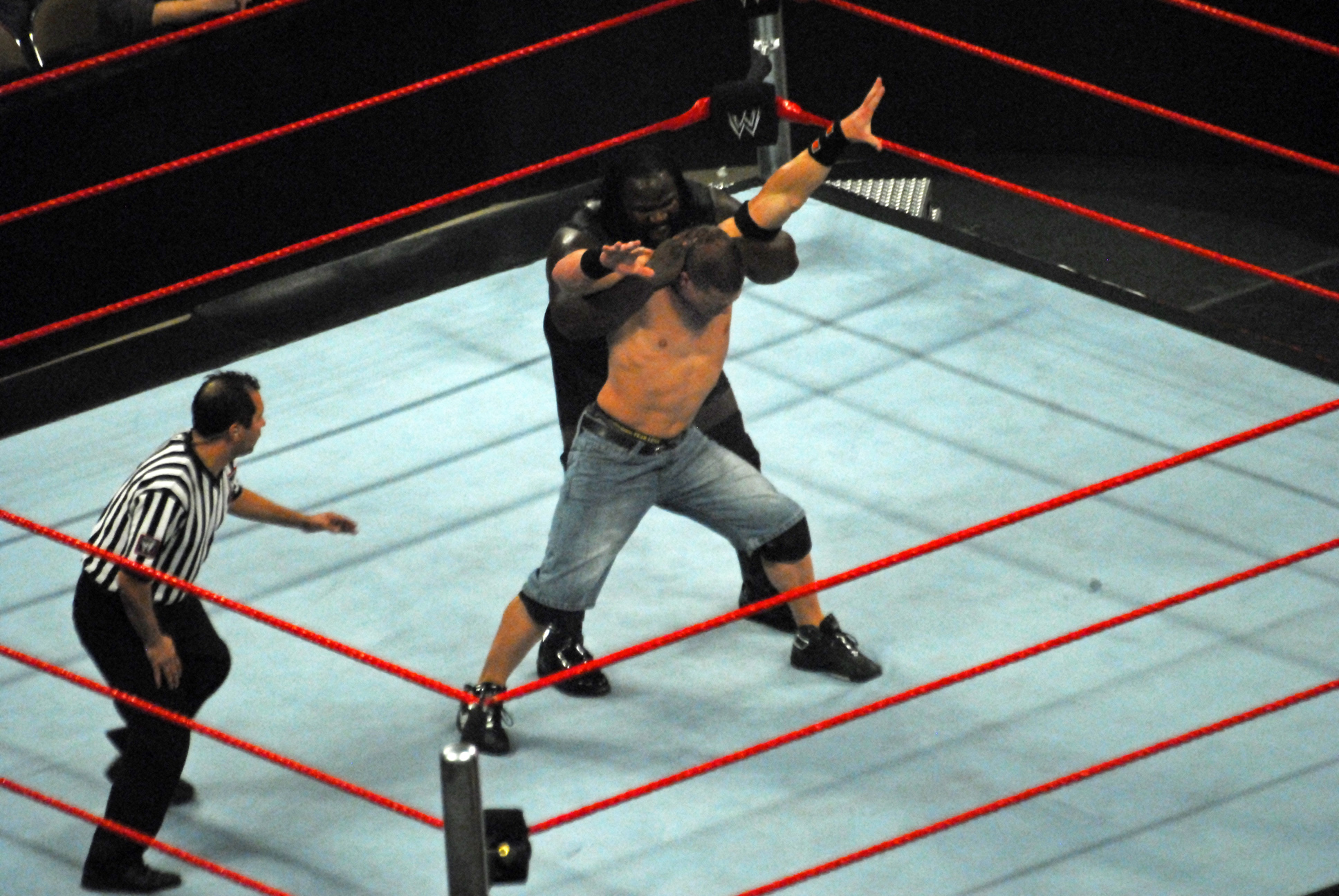
Henry enfrentando John Cena.

Henry retornou no SmackDown! de 11 de maio de 2007, após semanas de exibição de vídeos promocionais sobre sua volta. Ele atacou The Undertaker após uma luta Steel Cage pelo World Heavyweight Championship contra Batista, permitindo que Edge usasse seu contrato de Money in the Bank. Henry começou uma curta rivalidade com Kane, o derrotando no One Night Stand. Logo depois, Henry começou a desafiar qualquer um a enfrentá-lo, nunca recebendo resposta. Nas semanas seguintes, ele derrotou diversos lutadores locais. Em 3 de agosto, Henry afirmou que ninguém queria enfrentá-lo pelo que ele havia feito a The Undertaker. The Undertaker respondeu nas semanas seguintes ao brincar com a mente de Henry. Henry finalmente enfrentou The Undertaker no Unforgiven em setembro, sendo derrotado. Duas semanas depois, Henry foi novamente derrotado por Undertaker.
Após ficar ausênte por algumas semanas, Henry retornou na ECW de 28 de outubro, atacando Kane, com The Great Khali e Big Daddy V. Henry formou uma dupla com Big Daddy V contra Kane e CM Punk, tendo Matt Striker como manager. No Armageddon, Henry e Big Daddy V derrotaram Kane e Punk. Antes do WrestleMania XXIV, Henry participou de uma battle royal para escolher o desafiante pelo ECW Championship, mas não venceu.

#### Campeão da ECW (2008—2009)

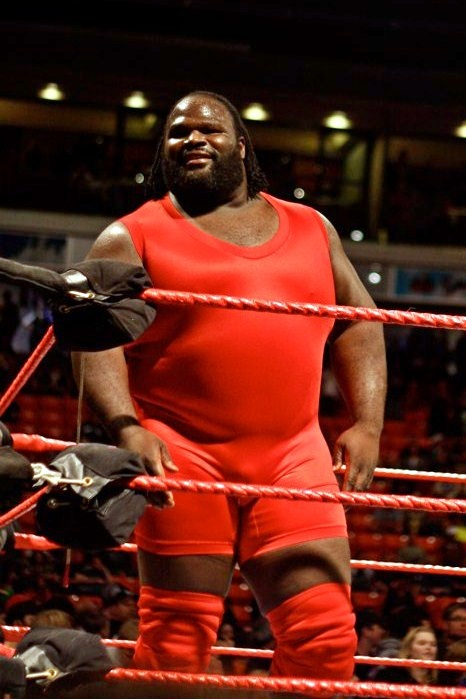
Henry antes de uma luta de duplas com MVP.

Durante o Draft Suplementar de 2008, Henry foi transferido para a ECW. No Night of Champions, Henry derrotou Kane e Big Show para ganhar o ECW Championship em sua estreia como lutador da ECW. Ao conquistar o título, Henry o fez exclusivo da ECW novamente. Algumas semanas depois, o membro do Hall da Fama Tony Atlas passou a acompanhar Henry ao ringue durante suas lutas. Um mês depois de ter Henry ter ganho o título, o design do mesmo foi mudado, em uma versão totalmente prateada. Henry perderia o título no Unforgiven, em uma Championship Scramble para Matt Hardy.
Henry tentou reconquistar o título sem sucesso durante o final de 2008, incluindo uma luta contra Hardy no No Mercy. Henry e Atlas começaram, então, uma rivalidade com Finlay e Hornswoggle, com Henry perdendo um Belfast Brawl para Finlay no Armageddon. No começo de 2009, Henry se qualificou para a luta Money in the Bank no WrestleMania XXV. No entanto, CM Punk ganhou o combate no WrestleMania. Em maio, Henry começou uma rivalidade com Evan Bourne após sofrer uma derrota.

#### Mocinho e várias duplas (2009—2011)
Em 29 de junho, Henry foi transferido para o Raw, estreando em uma luta 3-contra-1 contra Randy Orton. Diferente de um dos outros oponentes de Orton, Jack Swagger, Henry decidiu enfrentar Orton, o derrotando e se tornando, assim, um mocinho. Em agosto de 2009, Henry formou uma dupla com Montel Vontavious Porter, desafiando os Campeões Unificados de Duplas Jerishow (Chris Jericho e The Big Show) pelo título no Breaking Point, sendo derrotados. No Raw de 15 de fevereiro de 2010, eles derrotaram Big Show e The Miz, os Campeões de Duplas, em uma luta na qual os títulos não estavam sendo disputados. Eles enfrentaram Miz e Show na semana seguinte pelo título, mas foram derrotados. No Extreme Rules, Henry e MVP participaram de uma luta vencida pela The Hart Dynasty (Tyson Kidd e David Hart Smith), que se tornou desafiante pelo título.

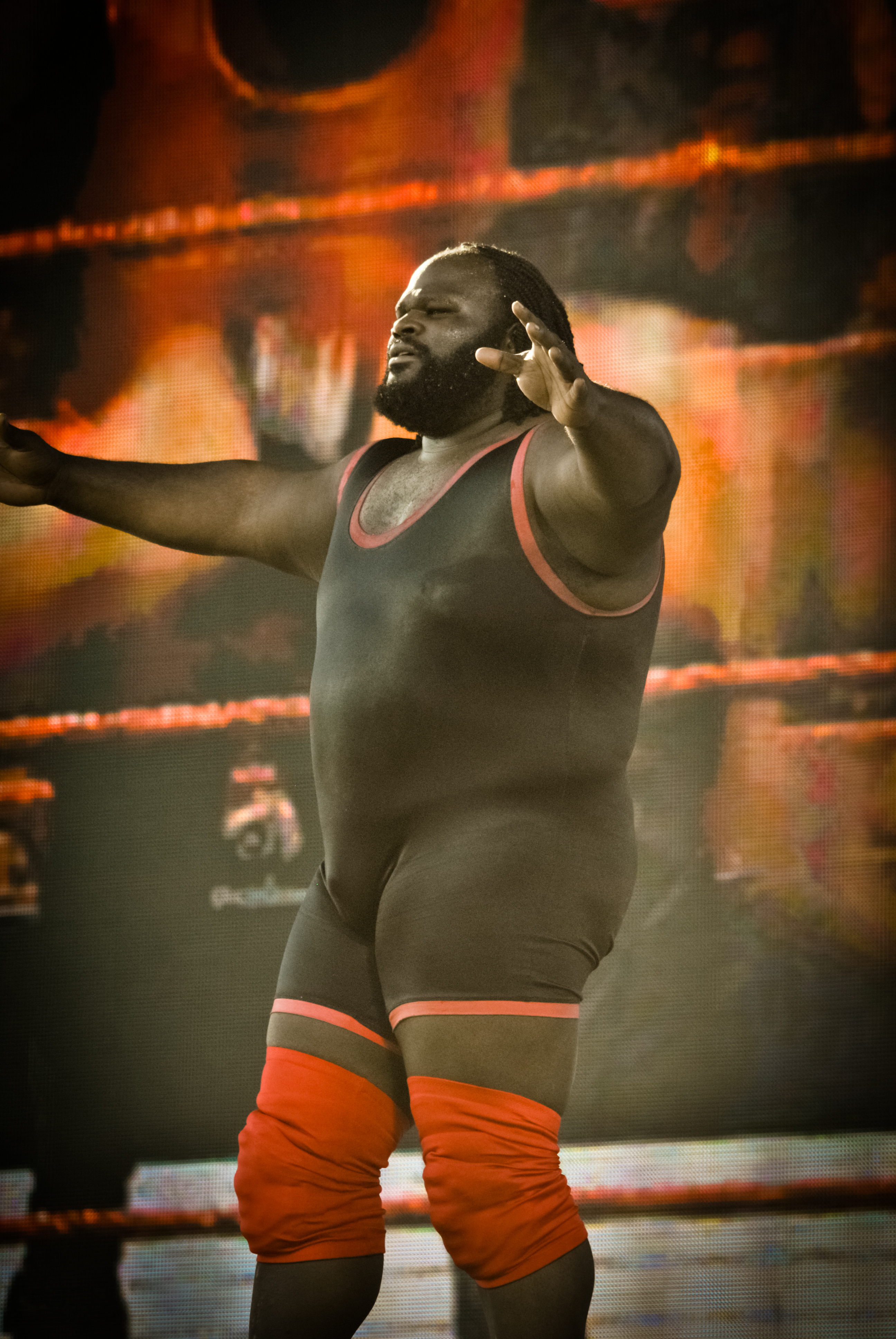
Henry em dezembro de 2010.

Henry se tornou o WWE Pro (mentor) de Lucky Cannon na segunda temporada do WWE NXT. Cannon foi eliminado em 10 de agosto. Em setembro, Henry formou uma dupla com Evan Bourne, no Night of Champions, onde foram derrotados por Cody Rhodes e Drew McIntyre em uma luta pelo WWE Tag Team Championship. A dupla terminou em outubro, quando Bourne se lesionou. Henry formou uma dupla com Yoshi Tatsu no Raw de 29 de novembro, derrotando Justin Gabriel e Heath Slater após interferência de John Cena. Na semana seguinte, eles participaram de uma luta pelo título também envolvendo The Usos e Santino Marella e Vladimir Kozlov. Henry e Tatsu foram os primeiros eliminados da luta.

#### Campeão Mundial dos Pesos-Pesados e Hall of Pain (2011—2013)

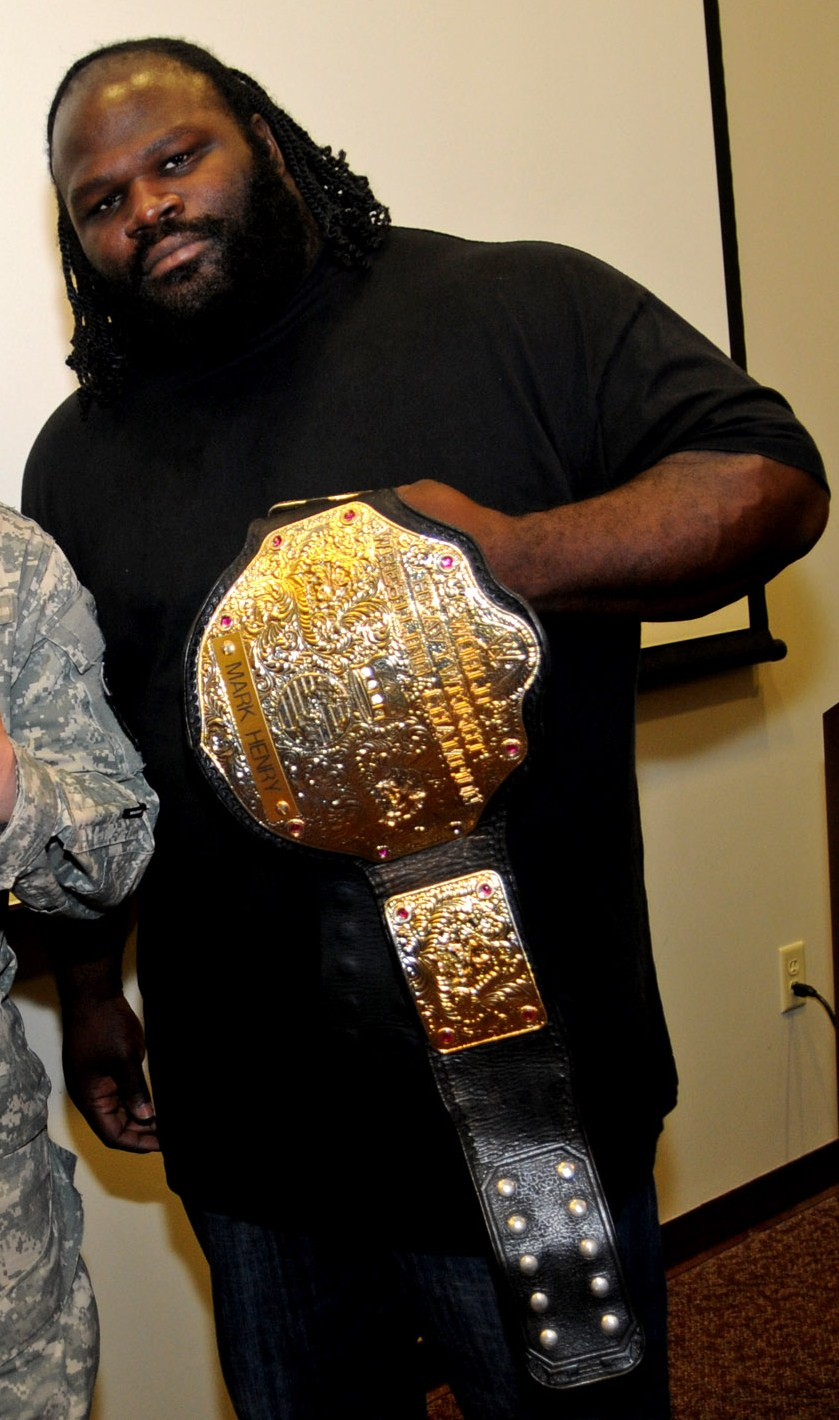
Mark Henry como World Heavyweight Champion.

No Raw de 25 de abril de 2011, Henry foi transferido de volta para o SmackDown durante o Draft de 2011. Na última luta da noite, Henry atacou seus parceiros John Cena e Christian, se tornando novamente um vilão. No SmackDown de 27 de maio, Henry participou de uma luta também envolvendo Sheamus e Christian para escolher o desafiante pelo World Heavyweight Championship, que foi vencida por Sheamus. Henry começou uma rivalidade com Big Show, o atacando durante lutas e nos bastidores. Show distraiu Henry durante uma luta contra Randy Orton no SmackDown de 1 de julho, lhe custando, também, uma chance pelo título. Após a luta, Henry destruiu equipamento da produção. No Money in the Bank, Henry derrotou Big Show. Após o combate, Henry usou uma cadeira de aço para lesionar o tornozelo de Show. No SmackDown seguinte, Henry faria o mesmo a Kane.
Henry derrotou um lutador local no SmackDown de 29 de julho, sendo informado por Theodore Long que ninguém mais queria enfrentá-lo. Sheamus interrompeu, avisando que não temia Henry e o estapeando. No SummerSlam, Henry derrotou Sheamus por contagem.
No SmackDown de 19 de agosto, Henry ganhou uma Battle Royal de 20 lutadores para se tornar o desafiante pelo World Heavyweight Championship de Orton no Night of Champions, e nas semanas seguintes, Henry atacaria Orton. No Night of Champions, Henry derrotou Randy Orton para se tornar Campeão Mundial dos Pesos-Pesados. No Raw de 26 de setembro, Henry deveria enfrentar The Great Khali, mas o atacou antes da luta. Henry e Khali se enfrentariam no SmackDown da mesma semana, com Henry vencendo e lesionando o tornozelo de Khali tal como fizera com Kane e Big Show. Henry defendeu o título contra Orton no Hell in a Cell em uma luta Hell in a Cell.
Quando Big Show retornou ao SmackDown, Henry afirmou que não o enfrentaria pelo título. Show o atacou, ameaçando lesionar seu tornozelo até ser parado por Theodore Long, que decidiu fazer de Show o desafiante. No Vengeance, Henry aplicou um superplex em Show, o que fez com que o ringue se quebrasse, encerrando a luta. Henry começaria, então, uma rivalidade com Daniel Bryan, o enfrentando e o atacando nos bastidores. No Survivor Series, Henry usou um golpe baixo contra Big Show, causando uma desqualificação e mantendo o título. Show, então, usou uma cadeira para lesionar o tornozelo de Henry. No SmackDown seguinte, Show nocautearia o já lesionado Henry. Bryan, então, usou seu contrato de Money in the Bank, derrotando um semiconsciente Henry e ganhando o título. O resultado foi revertido por Long logo depois, já que Henry não possuía autorização médica para competir. Na mesma noite, Bryan ganhou uma luta para enfrentar Henry em uma luta Steel Cage pelo título. No SmackDown seguinte, Henry derrotou Bryan e manteve o título. No Raw de 5 de dezembro, foi anunciado que Henry enfrentaria Show no TLC: Tables, Ladders & Chairs pelo World Heavyweight Championship em uma luta onde o uso de cadeiras é legal. No TLC: Tables, Ladders & Chairs, Henry perdeu o título para Show. Após o combate, Henry nocauteou Show, permitindo que Daniel Bryan usasse seu contrato e derrotasse Big Show pelo título. No Royal Rumble, Bryan derrotou Henry e Show em uma luta Steel Cage para manter o título. No SmackDown de 3 de fevereiro, Henry foi anunciado como um dos participantes da Elimination Chamber pelo World Heavyweight Championship. No entanto, ele foi suspenso por Theodore Long, sendo substituído por The Great Khali. A suspensão, na verdade, é para Henry tratar de lesões. Ele fez seu retorno no Elimination Chamber, se aliando a John Laurinaitis, Christian, David Otunga e Alberto Del Rio para retirar Long do cargo de Gerente Geral. Ele retornou ao ringue durante o Raw do dia seguinte, sendo derrotado por Sheamus. No Raw de 12 de março, Henry foi anunciado como um dos membros do time de John Laurinaitis no WrestleMania XXVIII. No evento, o time de Laurinaitis foi vitorioso contra o de Long. Em 14 de maio, Henry deixou as lutas para realizar novas cirurgias. Ele retornou durante o Raw de 4 de fevereiro de 2013, atacando Daniel Bryan, Rey Mysterio e Sin Cara. No SmackDown gravado no dia seguinte, Henry derrotou Orton para conquistar um lugar na Elimination Chamber no evento homônimo para definir o desafiante pelo Campeonato Mundial dos Pesos-Pesados no WrestleMania 29. No WrestleMania 29, Henry derrotou Ryback, com quem manteve uma rivalidade no mês anterior para definir qual dos dois era mais forte. No Extreme Rules, Henry foi derrotado por Sheamus em uma luta de correias. Ele retornou no Raw de 17 de junho, fingindo estar se aposentando antes de atacar o Campeão da WWE John Cena. No Money in the Bank, Henry foi derrotado por Cena.

#### Mocinho e diversas rivalidades (2013—presente)

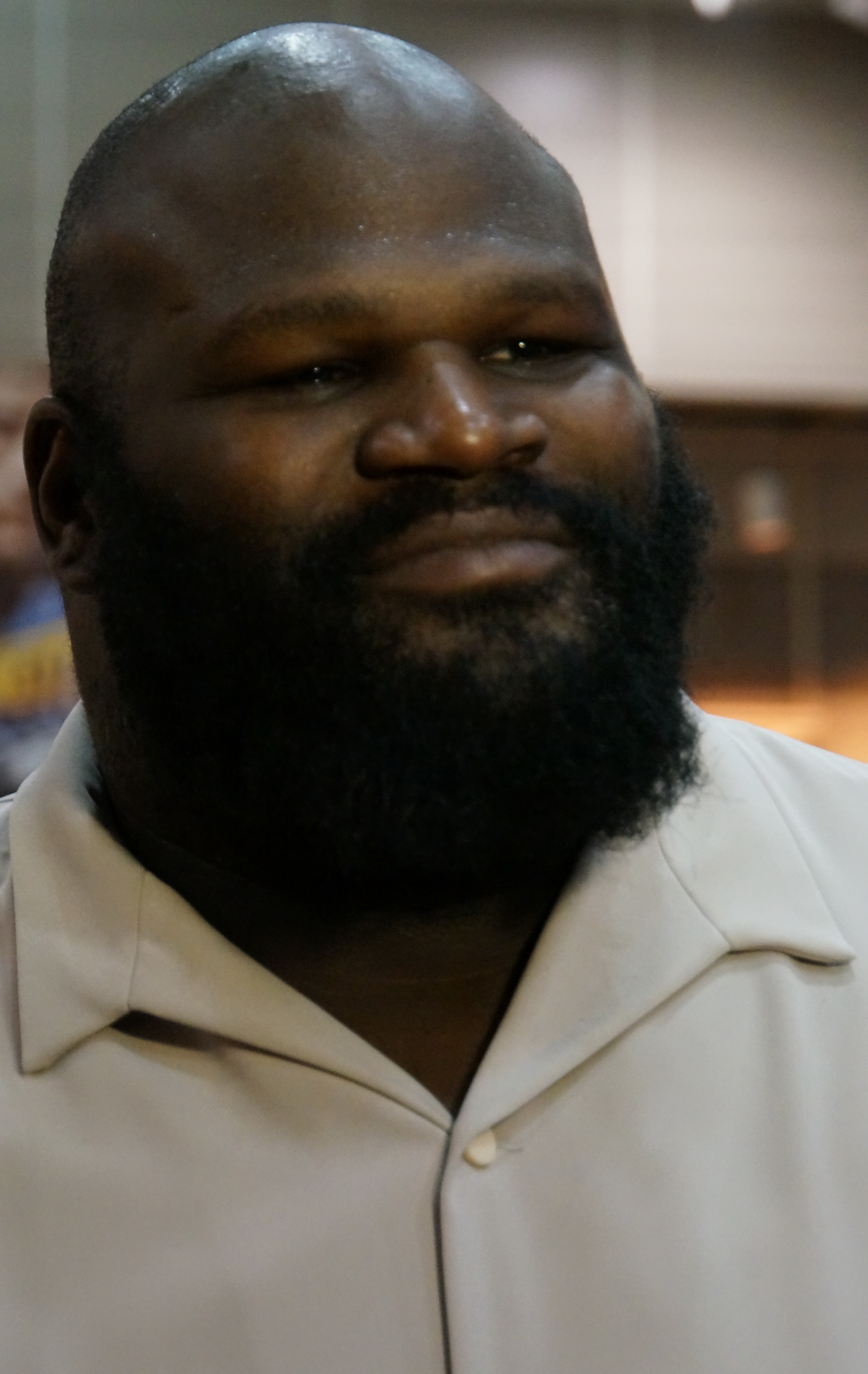
Mark Henry em 2014

No Raw da noite após o Money in the Bank, Henry parabenizou Cena por sua vitória e requisitou uma revanche no SummerSlam, mas acabou sendo atacado pelos membros da Shield (Dean Ambrose, Seth Rollins e Roman Reigns), se tornando um mocinho no processo. Na semana seguinte, ele confrontou o grupo e se aliou aos Usos contra eles. No Raw de 12 de agosto, Henry competiu em uma battle royal de 20 lutadores para definir o desafiante pelo Campeonato dos Estados Unidos, mas foi eliminado por último por Rob Van Dam. Após a luta, Henry e Van Dam foram confrontados pela Shield, antes de Big Show retornar para auxiliá-los. Quatro dias depois, no SmackDown, Henry, Show e Van Dam derrotaram a Shield.
Após uma suspeita de lesão em seu tendão de jarrete, Henry voltou a competir. Henry, no entanto, entrou em licença. Ele retornou no Survivor Series em novembro, de cabeça raspada, respondendo o desafio aberto de Ryback e o derrotando. No Raw de 25 de novembro, Henry e  Big E Langston derrotaram Rybaxel (Ryback & Curtis Axel). No Raw de 30 de dezembro, Henry interrompeu Brock Lesnar, sendo por ele atacado. Na semana seguinte, Henry novamente interrompeu Lesnar, tendo seu ombro deslocado e fraturado (na história).
Ele retornou em 10 de fevereiro de 2014, respondendo ao desafio aberto de Dean Ambrose pelo United States Championship, sendo derrotado após interferência dos membros da Shield. Em março, Henry foi novamente atacado por Lesnar, recebendo um F5 em cima da mesa dos comentaristas. No Night of Champions, Henry foi derrotado por Rusev.
Ele foi novamente derrotado por Rusev na noite seguinte. Em 27 de outubro, Henry atacou Big Show durante sua luta contra Gold e Stardust, novamente tornando-se um vilão. Ele foi desqualificado de uma luta contra Show em 3 de novembro ao atacar-lhe nos degraus do ringue. No Raw de 10 de novembro, ele se uniu ao time da Authority para enfrentar o time de John Cena no Survivor Series. No evento, ele foi nocauteado por Show e eliminado do combate em menos de um minuto. Henry retornou em 12 de março, no SmackDown, confrontando Roman Reigns por sua falta de identidade, o que resultou em Reigns o atacando. O ataque fez Henry acreditar em Reigns em sua rivalidade contra Brock Lesnar. Henry participou da Elimination Chamber pelo WWE Intercontinental Championship o evento Elimination Chamber de 2015, mas não venceu. Ele enfrentou Reigns por sua vaga na Money in the Bank em 8 de julho, mas também foi derrotado. Henry voltou a ser um mocinho ao se juntar aos Prime Time Players contra New Day.
No pré-show do Royal Rumble de 2016, Henry e Jack Swagger venceram uma luta de quatro times para se qualificarem para a luta Royal Rumble na mesma noite. Henry entrou como número 22, sendo eliminado em menos de um minuto pela Wyatt Family. No Raw de 8 de fevereiro, Henry abandonou seus parceiros do New Day durante uma luta contra os Usos e os Dudley Boyz. No Raw de 15 de fevereiro, Henry foi derrotado por Big E. No WrestleMania 32, Henry participou pela terceira vez da battle royal em memória a André the Giant, sendo eliminado por Kane e Darren Young.

## No wrestling
- Movimentos de finalização
  - World's Strongest Splash (Running splash)[1][118]
  - World's Strongest Slam[3][1] (Avalanche Press Powerslam)[119]
- Movimentos secundários
  - Bear hug[120][121]
    - Body avalanche[118]

  - Military press slam[119]
  - Running Powerslam[121]
- Managers
  - Mae Young[5]
  - Ivory[5]
  - Theodore Long[5]
  - Daivari[5]
  - Melina[27]
  - Matt Striker[1][56]
  - Tony Atlas[122]
- Alcunhas
  - "The World's Strongest Man" ("O Homem mais Forte do Mundo")[5]
  - "The King of the Jungle" ("O Rei da Selva")[123]
  - "The Texas Silverback" ("O Gorila Texano")[123]
  - "Sexual Chocalate" ("Chocolate Sexual")
  - "The Primetime Primate" - usado enquanto dupla com Montel Vontavious Porter
- Músicas de entrada
  - "Power" por Jim Johnston (WWF; 1998—1999)[124]
  - "Sexual Chocolate" cantado por Stevan Swann e composto por Jim Johnston (WWF/WWE; 1999–2000; 2010)[125][126]
  - "Some Bodies Gonna Get It" por Three 6 Mafia (21 de maio de 2006—presente)[127]

## Títulos e prêmios

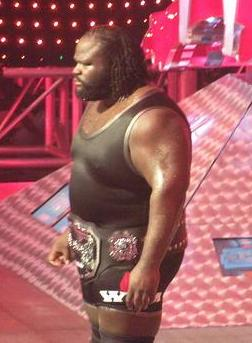
Henry como Campeão da ECW

### Wrestling profissional
- Pro Wrestling Illustrated
  - PWI o colocou na #41ª posição dos 500 melhores lutadores individuais em 2006[128]
  - PWI o colocou na #472ª posição dos 500 melhores lutadores individuais na PWI Years em 2003[129]
- World Wrestling Federation / World Wrestling Entertainment / WWE
  - ECW Championship (1 vez)[59]
  - World Heavyweight Championship (1 vez)
  - WWF European Championship (1 vez)[6]
  - Hall da Fama da WWE (Classe de 2018)[130]
  - Slammy Award por Momento "Holy Bleep" do Ano (2011) - Por quebrar o ringue com Big Show no Vengeance
  - Slammy Award por Demonstração de Força do Ano (2013)  - Por puxar dois caminhões com suas próprias mãos

### Strongman
- Arnold Classic Strongman (2002)

### Halterofilismo
- Jogos Olímpicos
  - Membro da equipe americana nos Jogos Olímpicos (1992, 1996)
- Jogos Pan-Americanos
  - Medalha de prata (1995)
- Recordista pan-americano sênior no arranque, arremesso e total (1993-1997)
- Campeão nacional sênior (1993, 1994, 1996)
  - International Sports Hall of Fame (2012)